# 6434 Jewitt
6434 Jewitt è un asteroide della fascia principale. Scoperto nel 1981, presenta un'orbita caratterizzata da un semiasse maggiore pari a 2,3265875 UA e da un'eccentricità di 0,2323853, inclinata di 14,87172° rispetto all'eclittica.